# TY-90
Le TY-90 ou Tian Yan (en chinois : « 天燕 », hirondelle) est un missile air-air chinois, le premier à avoir été spécialement conçu pour le combat aérien à partir d'hélicoptères.
Contrairement à certaines affirmations erronées, le missile n'est pas développé à partir de missiles portatifs, tels que les missiles « QW ». Il a, au contraire, été conçu comme un missile air-air dès le départ de sa conception. En fait, c'est la version sol-air qui a été développée depuis la version air-air.

## TY-90

### Conception et développement
Les Chinois avaient rapidement réalisé que la conversion de missiles sol-air portatifs (MANPADS) en missiles pour hélicoptères était inadaptée, donc un nouveau projet fut mis en place, et le TY-90 en fut le résultat.
La charge militaire de 3 kg contenue dans le missile est spécialement conçue pour sectionner la voilure tournante du premier coup, et le missile a une capacité d'engagements « tous aspects ». Il a été conçu de manière qu'un seul impact soit suffisant pour abattre un hélicoptère d'attaque, ou du moins le mettre hors de combat.
Au moins trois versions supplémentaires ont été développées, en plus de la version de base, dont deux sont des versions air-air. La première adopte un guidage infrarouge « double-bande », ajoutant un canal UV à celui de l'infrarouge, alors que la deuxième adopte un guidage à imagerie infrarouge. Au cours du 5e meeting aérien de Zhuhai, qui se tenait fin 2004, on vit l'apparition d'une version sol-air destinée à la défense aérienne, désignée DY-90. C'était essentiellement un TY-90, sa principale différence se situant au niveau du propulseur d'accélération supplémentaire destiné à lui donner l'impulsion de départ au lancement.
Une version sol-air navalisée a aussi été développée, utilisant le système du FLS-1 et la version basique du missile, à guidage IR, apportant une capacité tire et oublie aux défenses du navire, contrairement à la situation créée lorsque ce sont des QW-3 qui sont utilisés. Toutefois, en 2008, cette version navale n'était toujours pas entrée en service. La raison principale de cette absence viendrait du fait que les Chinois attendent l'arrivée sur le marché de la version améliorée de ce système, celle incorporant les missiles à imagerie IR au FLS-1, actuellement toujours en développement.
Pourtant, au meeting aérien de Zhuhai, CAIC-1, le constructeur du TY-90 affirma seulement le fait de développer et vendre de tels systèmes, sans vouloir confirmer ou non que les Chinois en auraient commandé. Il refusa également de spécifier si ces développements avaient été entrepris sur des fonds privés ou si des fonds avaient été débloqués par le gouvernement chinois ou par de futurs acheteurs étrangers.
En dépit de ses efforts de marketing, aucune vente connue d'un quelconque TY-90 n'a été réussie à ce jour.

### Caractéristiques
(version air-air)
Les caractéristiques du TY-90, première version du missile, sont celles énoncées dans l'info-bulle ci-dessus, auxquelles on peut ajouter :
- Facteur de charge maxi. : 20 g
- Taux de létalité (Probability of Kill : Pk) : > 0.8 (au premier tir)

## Versions

### SG-II ADS
En 2004 une version terrestre du TY-90 est révélée au public après être entrée en service dans l'armée chinoise en petit nombre pour une durée limitée.
Le SG-II ADS ou Shen Gong-II (en chinois : « 神弓 », arc de Dieu), est l'amélioration de son prédécesseur SG ADS, avec un quadruple lanceur de missiles TY-90/DY-90, remplaçant le canon Type 80 de 23 mm de son aîné. Comme le premier modèle, le SG-II est un système en tourelle. Il en utilise tous les systèmes, excepté le canon, car les missiles étant du type « tire et oublie », aucune modification supplémentaire de son FCS (système de contrôle de tir) n'est nécessaire.

### LS ADS
Lors du 5e meeting aérien de Zhuhai, fin 2004, une version terrestre mobile du TY-90 fut révélée, dénommée LS ADS, ou Lie-Shou (en chinois : « 猎手 », chasseur).
Huit missiles TY-90, disposés en deux groupes de quatre, sont montés à l'arrière d'un véhicule Dongfeng DF EQ2050, une copie chinoise du Hummer, et le système de contrôle de tir, constitué de capteurs optroniques laser, IR et TV, est placé entre des deux grappes de missiles. Le LS ADS est développé conjointement entre Norinco et Dongfeng, qui fournit le châssis du véhicule utilisé. Le système est aéroportable, dans un avion ou sous élingue par un hélicoptère. Il est opéré par un équipage de deux hommes, un conducteur et un officier des systèmes d'armes. Ce système de défense aérienne (ADS : Air Defence System) peut également être intégré à un réseau de défense aérienne plus vaste.
Un petit nombre est entré en service dans l'APL, principalement à des fins d'évaluation.

### YT ADS
En 2005, une autre variante terrestre mobile du TY-90 fut révélée au public chinois, nommée YT ADS, abréviation de Yi Tian (en chinois : « 倚天 », « s'appuyant sur le ciel »).
l'YT est une évolution de l'ancien LS, conçue spécialement pour pallier ses principaux défauts : le manque de blindage, une capacité amphibie et un radar. Comme son aîné, il est développé par la firme Norinco.
L'armement de l'YT est similaire à ce qu'il était sur le LS, mis à part une mitrailleuse de 12,7 mm et trois éjecteurs de fumigènes supplémentaires, offrant une protection accrue. Une partie de la protection supplémentaire vient de l'emploi d'un châssis de WZ551, fournissant au passage les capacités amphibies requises. Une dernière amélioration importante est l'ajout d'un radar tridimensionnel, doté d'une antenne réseau à commande de phase, au FCS. Il est monté juste au-dessus du boîtier contenant les systèmes optroniques et apporte une portée de détection supplémentaire. Il peut être replié en roulant.

#### Caractéristiques
- Altitude de la cible mini / maxi : 15 m / 4 km
- Distance à la cible mini / maxi : 300 m / 6 km
- Vitesse maxi de la cible : > 400 m/s
- Portée maxi du radar en recherche : > 20 km
- Portée maxi du radar en poursuite : 10~12 km
- Temps de réaction du système : 6~8 s

### FL-3000N

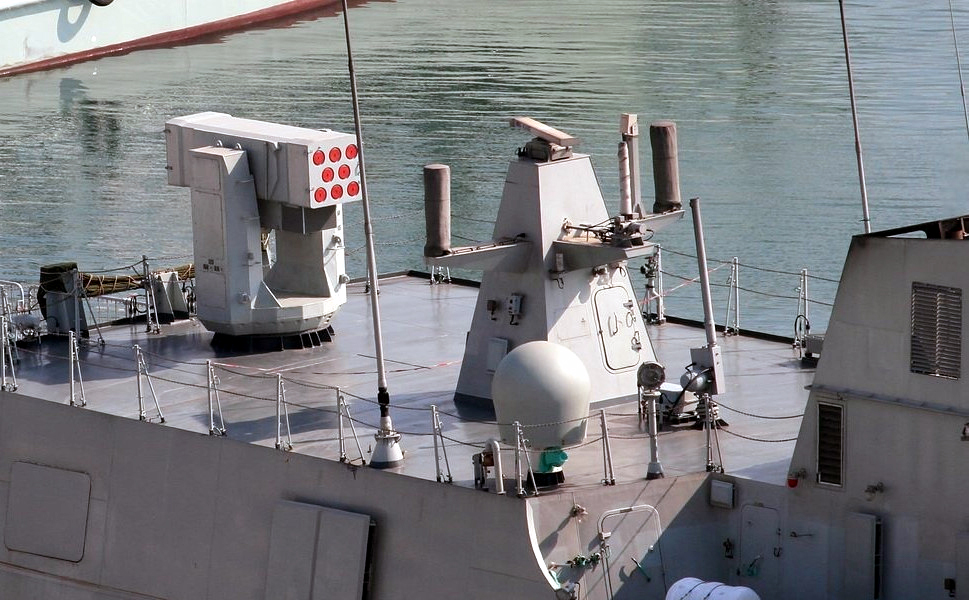
Lanceur octuple du FL-3000N.

Le Flying Leopard 3000 Naval (FL-3000N) fut dévoilé pour la première fois au 7e meeting aérien de Zhuhai, à la fin 2008.
Même s'il utilise aussi le nom de « flying leopard », le FL-3000 est en réalité un système sol-air complètement différent du FL-2000(V) présenté plus tôt. En fait, le seul point commun reliant les deux systèmes est leur aspect extérieur, si l'on fait abstraction du fait que même les lanceurs sont différents, les missiles employés n'étant pas de même diamètre.
Au lieu d'utiliser des missiles provenant d'unités portatives, comme le QW-1 Vanguard, le FL-3000N est développé à partir du missile TY-90. Le diamètre du missile est plus large d'un tiers, mais la différence de conception la plus évidente se situe au niveau de son système de guidage, le FL-3000N utilisant un système double combinant imagerie IR et guidage passif par radio-fréquences (RF). Le guidage par radio-fréquences est possible grâce à la présence de deux protubérances en forme de trompes au bout de la tête du missile. Le missile existe aussi avec un guidage à imagerie simple et peut se comporter en missile « tire et oublie ». 
Le FCS du FL-3000N peut contrôler simultanément deux lanceurs et peut être intégré à d'autres FCS du navire et, inversement, il peut lui aussi être contrôlé par d'autres FCS du navire. Le système est totalement autonome et ne requiert la présence de personne pour fonctionner, mais une gestion manuelle peut être effectuée si nécessaire.
Le principal système FL-3000N utilise un lanceur en tourelle à 24 cellules, développé à partir du système FLS-1. Un stockage supplémentaire doté d'un rechargement automatique est disponible pour être installé sur les navires de grandes dimensions, où la place n'est pas un réel problème. Sur les bateaux de taille plus modeste, le système de rechargement automatique ne pourra pas être installé et le rechargement devra être effectué manuellement. Afin de pouvoir être utilisable sur des embarcations à l'espace réduit, des lanceurs 8 cellules et 4 cellules sont également disponibles. Des lanceurs mono-cellule existent aussi pour être adaptés sur des affûts-canons existants.
Même s'il est décrit par beaucoup de chinois comme étant l'équivalent du missile américain RIM-116 Rolling Airframe Missile, il est en fait assez différent. En comparaison à l'ancien FLS-1, qui n'était pas une arme « tire et oublie » en raison de son guidage laser semi-actif, le FL-3000N en version « tire et oublie » en est certainement plus proche. Cette similarité est encore plus marquée du fait de l'utilisation d'un guidage combiné RF/imagerie IR, concept que partagent les deux missiles. De plus, le FL-3000N ne possède que deux ailettes de guidage, ce qui lui impose, comme pour le RIM-116, de tourner sur lui-même en vol.

#### Caractéristiques
- Longueur : 2 m
- Diamètre : 12 cm
- Portée mini : < 500 m
- Portée maxi : > 9 km (cibles subsoniques) / > 6 km (cibles supersoniques)
- Guidage : imagerie IR + RF passif ou imagerie IR seule

## Utilisateurs
ChineEmployé en petites quantités par la marine de l'armée populaire de libération (APL).
 IranForces armées iraniennes
 BirmanieD'après un article de 2013 du Jane's information group, la Chine aurait fourni 5 hélicoptères Mi-17 équipés de missiles air-air TY-90 aux insurgés du plus important groupe de rebelles de Birmanie, contrôlant plusieurs villes frontalières entre la Birmanie et la Thaïlande.